# Ткачук Андрій Сергійович
Андрі́й Сергі́йович Ткачу́к (нар. 21 серпня 1986, Покровськ, СРСР) — полковник Збройних сил України. Начальник штабу — перший заступник командира парашутно-десантного батальйону 25-ї окремої повітрянодесантної бригади. Учасник російсько-української війни. Герой України.

## Бойовий шлях
Народився 21 серпня 1986 року.

### Російсько-українська війна
Із 2 травня по 14 липня 2014 року під керівництвом Андрія Ткачука особовий склад зведеної роти батальйону ніс службу на блокпосту № 5, біля стели на в'їзді у Слов'янськ з боку Краматорська, із завданням ізоляції визначеного району, перебуваючи під постійним вогневим натиском противника. Завдяки правильній організації служби та вмілому керівництву офіцера, всі атаки бойовиків відбили.
У ніч 5 липня 2014 року бойовики здійснили спробу прориву зі Слов'янська, але завдяки діям роти під командуванням майора Ткачука противник зазнав значних втрат. Під час бою знищено один танк, три бойові машини піхоти, одну бойову машину десантну та близько двадцяти бойовиків. Сам офіцер зазнав контузії, але відмовився від евакуації та далі виконував завдання. 5 липня українські війська зайшли до міста й встановили державний прапор над міськадміністрацією.
Разом з іще 5 військовиками — за визволення Слов'янська та інших населених пунктів — за особисту мужність і героїзм, виявлені у захисті державного суверенітету та територіальної цілісності України, вірність військовій присязі, 5 липня 2014 року нагороджений орденом Богдана Хмельницького III ступеня.
Із 23 по 28 липня 2014 року майор Ткачук брав участь в операціях визволення від бойовиків Дзержинська і Лисичанська. З 29 липня по 25 серпня 2014 року брав участь в операціях знищення бойовиків у районах Дебальцевого, Шахтарська, Вуглегірська, Ждановки, Комунара Донецької області.
23 серпня 2014 року в ході бою в районі населеного пункту Комунар Донецької області офіцер зазнав кульового поранення лівої руки.
З серпня по грудень 2015 року та з квітня по серпень 2016 року парашутно-десантний батальйон під командуванням майора Ткачука виконував завдання в зоні бойових дій на території Донецької області.
У День захисника України, 14 жовтня 2016 року, Президент Петро Порошенко вручив Андрію Ткачуку орден «Золота Зірка» Героя України.

## Нагороди
- Звання Герой України з врученням ордена «Золота Зірка» (13 жовтня 2016) — за мужність і героїзм, виявлені у захисті державного суверенітету та територіальної цілісності України, самовіддане служіння Українському народові[2]
- Орден Богдана Хмельницького III ст. (5 липня 2014) — за особисту мужність і героїзм, виявлені у захисті державного суверенітету та територіальної цілісності України, вірність військовій присязі[3]
- Хрест бойових заслуг (16 серпня 2024)[4]